# 雅各·瓊斯號驅逐艦 (DD-61)
49°23′N 6°13′W / 49.383°N 6.217°W
雅各·瓊斯號驅逐艦（舷號DD-61）是一艘隸屬於美國海軍的驅逐艦，為塔克級驅逐艦的五號艦。她是美軍第一艘以雅各·瓊斯為名的軍艦，以紀念1812年戰爭時期的海軍軍官雅各·瓊斯（Jacob Jones）。
瓊斯號在1914年於紐約造船廠開始建造，在1915年下水，於1916年服役，其時第一次世界大戰已經爆發。接著瓊斯號主要留在大西洋訓練及作中立巡航。美國參戰後，瓊斯號被派往法國及愛爾蘭海域，掩護協約國船隻。1917年12月6日，瓊斯號遭德國潛艇U-53號於遠距發射魚雷擊中，在8分鐘後沉沒。U-53號的艦長為著名的漢斯·羅斯（Hans Rose），在瓊斯號沉沒後曾救起兩名重傷的美國水兵。瓊斯號亦是美國在第一次世界大戰第一艘戰損的驅逐艦，其艦名由一艘即將建造的維克斯級驅逐艦繼承。